# Sisyrbe
Sisyrbe Bishop & Crosby, 1938 è un genere di ragni appartenente alla famiglia Linyphiidae.

## Distribuzione
L'unica specie oggi attribuita a questo genere è stata rinvenuta in USA.

## Tassonomia
A giugno 2012, si compone di una specie:
- Sisyrbe rustica (Banks, 1892)[3] — USA